# Унковский, Иван Степанович
Иван Степанович Унковский (1681—175-?) — русский капитан артиллерии, который в 1722 году был послан к джунгарскому хунтайчжи Цэван Рабтану, затем дослужился до генерал-майора (этот чин он получил в 1743 году).

## Биография
Был определен в артиллерию из прапорщиков в 1708 году, много лет был советником – членом присутствия Артиллерийской канцелярии. 
В конце февраля 1722 года Пётр I направил миссию Унковского в Джунграрию. В ее состав вошли геодезии ученик Григорий Путилов и несколько специалистов горного дела для поисков «песошного» золота. Целью миссии было убедить хунтайчжи стать вассалом Российской империи, так как, по слухам, Цэван Рабтан готов был на такой шаг за военную помощь против китайцев. Но позиция Цэван Рабтана была двойственной: он добивался помощи России в борьбе с китайскими завоевателями, пытавшимися захватить его владения, но стремился не допускать русских в пределы своего государства. Унковскому также было поручено «разыскание» речных путей из Сибири в Среднюю Азию.
11 апреля 1722 года Унковский с посольством прибыл в Тобольск, затем на дощаниках поднялся по Иртышу до Семипалатинска и в начале октября 1722 года направился на юго-юго-восток вверх по долине реки Чар (левый приток Иртыша). Затем посольский караван в глубоком снегу с трудом перешел горы Камадабан (хребет Тарбагатай), прошел через Джунгарские Ворота, пересек горы Канзога (хребет Борохоро). 20 ноября 1722 года он достиг резиденции Цэван Рабтана где-то в среднем течении реки Или. Здесь посольство провело зиму, а потом с конца марта 1723 года по середину сентября 1723 года кочевало вместе с хунтайджи. Унковскому не удалось убедить Цэван Рабтана перейти в российское подданство и согласиться на строительство в его владениях крепостей с русскими гарнизонами. Хунтайджи дал понять, что он соглашался на строительство крепостей по Иртышу только в надежде на помощь русских войск в войне с Китаем, но теперь «китайцы стали быть в худом состоянии, для того ныне городы мне не надобны».
18 сентября 1723 года посольство отправилось в обратный путь, повторив в основном прежний маршрут. В 1724 году  Унковский, вернувшись в Санкт-Петербург, представил карту пройденного пути, а также всего окрестного региона (использовав астрономические наблюдения и расспросные сведения). Эта карта, составить которую помог геодезии ученик Григорий Путилов, и путевой журнал Унковского давали первое, практически совершенно новое для европейских географов, достоверное представление о восточных районах современного Казахстана и части Западного Китая.

## Семья
От брака с Варварой Семёновной Тургеневой имел сыновей Василия Ивановича и Петра Ивановича (1730—?), премьер-майора. 